# Himeros (Parther)
Himeros (bei Diodor als Euhemeros bezeichnet) war ein parthischer Satrap, der unter Phraates II. (138 bis 128 v. Chr.), wohl um 129 v. Chr. in Babylonien amtierte.
Obwohl Himeros wohl nie die Königswürde annahm, war er von einiger Bedeutung. Er wird von verschiedenen antiken Autoren, wie Justin und Diodor wegen seiner besonderen Grausamkeiten erwähnt.
Phraates II. war in seiner Regierungszeit mit einem Zweifrontenkrieg konfrontiert. Im Westen griffen die Seleukiden an, im Osten drangen Nomadenvölker, die schon das Reich von Baktrien vernichtet hatten, vor. Phraates II. zog in den Osten gegen diese Nomaden und setzte in Mesopotamien einen gewissen Himeros, der wegen seines guten Aussehens sein Favorit war, als Satrap ein.
Himeros fiel in seiner Amtszeit vor allem durch seine tyrannischen Grausamkeiten und ständigen Drangsalierungen seiner Untertanen in Babylon und anderen Städten auf. Er soll sogar eigene Untertanen in die Sklaverei verkauft haben. Die Agora und Tempel von Babylon steckte er in Brand und weite Teile der Stadt zerstörte er. Seine Herrschaft, die auch Seleukia am Tigris umfasste, scheint vielleicht gerade deshalb nur sehr kurz gewesen sein. Kurz vor 127 v. Chr. ist Hyspaosines in Babylon als Regent bezeugt. Das weitere Schicksal von Himeros bleibt unbekannt.